# Mailholas
Mailholas (okzitanisch: Malholàs) ist eine französische Gemeinde mit 35 Einwohnern (Stand: 1. Januar 2022) im Département Haute-Garonne in der Region Okzitanien (vor 2016 Midi-Pyrénées). Sie gehört zum Arrondissement Muret und zum Kanton Auterive. Die Einwohner werden Mailholasois genannt.

## Geographie
Mailholas liegt etwa 26 Kilometer südsüdwestlich von Muret am Flüsschen Camedon. Umgeben wird Mailholas von den Nachbargemeinden Rieux-Volvestre im Norden und Westen, Latrape im Osten, Bax im Südosten sowie Montesquieu-Volvestre im Süden.

## Bevölkerungsentwicklung
| Jahr                       | 1962 | 1968 | 1975 | 1982 | 1990 | 1999 | 2006 | 2013 | 2020 |
| Einwohner                  | 53   | 51   | 37   | 39   | 28   | 38   | 40   | 38   | 35   |
| Quellen: Cassini und INSEE |      |      |      |      |      |      |      |      |      |

## Sehenswürdigkeiten
- Prioratskirche Saint-Pierre-de-Birac